# Sasha Clements
Sasha Nicole Clements (Sinh ngày 14 tháng 3 năm 1990) là một nữ diễn viên và người mẫu của Canada.

## Sự nghiệp điện ảnh
| Năm       | Tên                       | Vai diễn         |
| --------- | ------------------------- | ---------------- |
| 2005      | The Snow Queen            | Robber Girl      |
| 2009–2010 | Majority Rules!           | Kiki Kincaid     |
| 2010      | What's Up Warthogs!       | Head cheerleader |
| 2011      | Rookie Blue               | Girl Passed Out  |
| 2011      | Really Me                 | Ramona           |
| 2012      | Lost Girl                 | Sarah            |
| 2012      | Life with Boys            | Emma             |
| 2013      | Mudpit                    | Nikki            |
| 2014      | How to Build a Better Boy | Marnie           |
| 2015      | Open Heart                | Rayna Sherazi    |
| 2015      | Degrassi                  | Cat              |
| 2016      | Say Yes to the Dress      | Herself          |
| 2017      | From Straight A's to XXX  | Jolie            |